# Billy Gilman (album)
| Recensione | Giudizio |
| ---------- | -------- |
| AllMusic   |          |

Billy Gilman è un album in studio del cantante statunitense Billy Gilman, pubblicato nel 2006.

## Tracce
1. Billy the Kid – 3:38 (Salme Dahlstrom, Sandy Linzer, Madeline Stone)
2. Southern Star – 3:29 (Linzer, Edward B. Kessel)
3. Let Me Remind You Again – 3:10 (Linzer, David Wolfert)
4. Gonna Find Love – 3:22 (Dahlstrom, Linzer, Stone)
5. Designated Driver – 4:21 (Linzer, Wolfert)
6. Clueless – 3:49 (Kessel, Linzer)
7. Easy for You – 3:36 (Linzer, Wolfert)
8. Almost Over (Gettin' Over You) (featuring Pam Tillis) – 3:20 (Linzer, Wolfert)
9. See Yourself in My Eyes – 3:31 (Linzer, Wolfert)
10. I Will – 3:45 (Ron Ernest, Steve Hornbeak)
11. Young Love – 3:57 (Linzer, Wolfert)
12. We Go On – 3:40 (Dahlstrom, Linzer, Stone)